# 里奧布里朗蒂 (南馬托格羅索州)

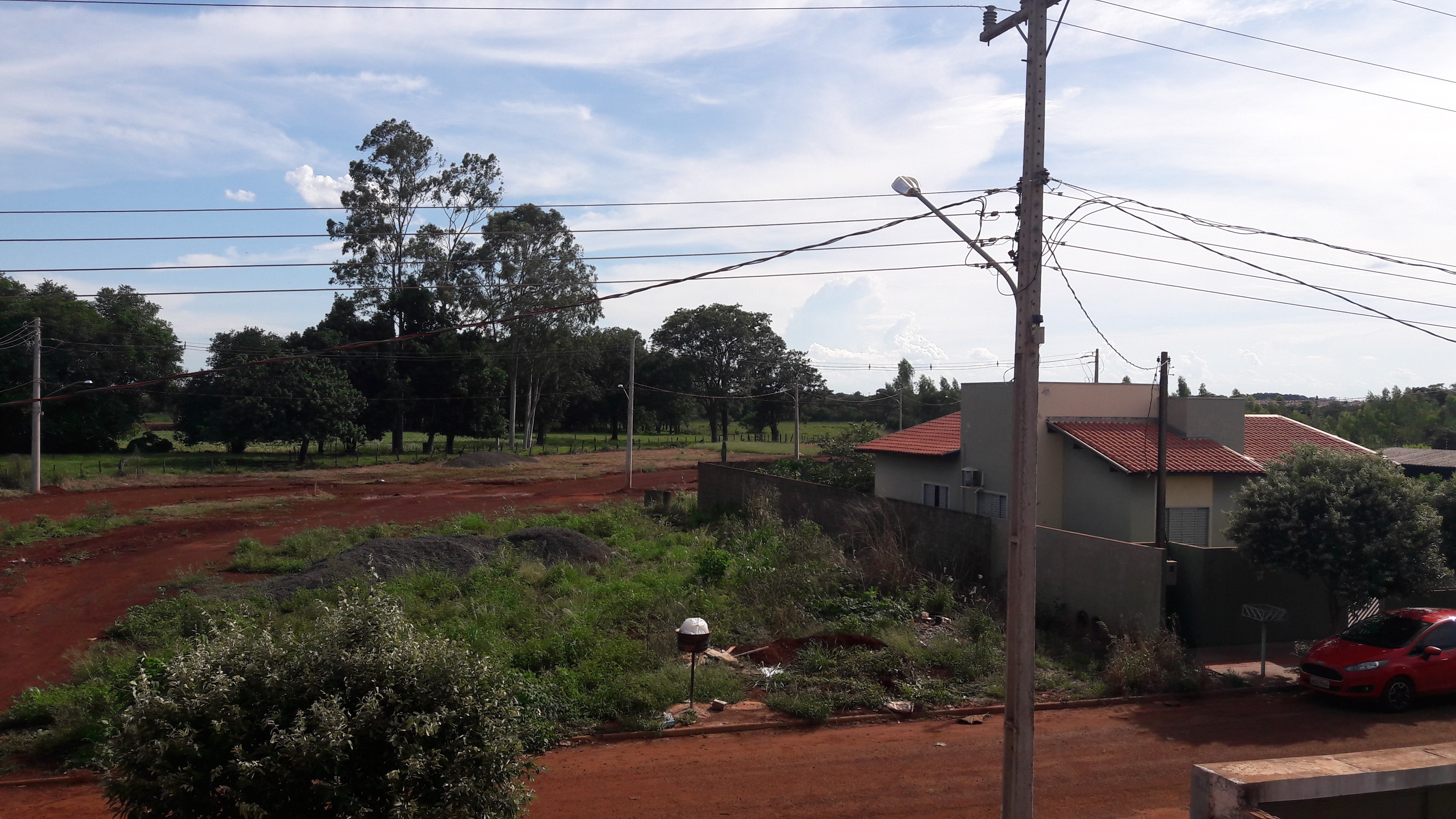
里奧布里朗蒂

21°48′07″S 54°32′45″W / 21.80194°S 54.54583°W
里奧布里朗蒂（葡萄牙語：Rio Brilhante），是巴西的城鎮，位於該國西部，由南馬托格羅索州負責管轄，始建於1929年9月26日，面積3,987平方公里，海拔高度312米，2010年人口30,663，人口密度每平方公里7.69人。